# Tacloban
Tacloban é um cidade de  primeira classe de renda da cidade (d) na província Visayas Orientais, nas Filipinas. De acordo com o censo de 1 de maio  de  2020 possui uma população de 251 881 pessoas e 57 251 domicílios.